# August Hertwig
August (Hermann Adalbert) Hertwig (* 20. März 1872 in Mühlhausen/Thüringen; † 14. April 1955 in Berlin) war ein deutscher Bauingenieur, Baubeamter sowie Hochschullehrer und Rektor der RWTH Aachen.

## Leben und Wirken
Der Vetter der Zoologen Oscar Hertwig und Richard von Hertwig studierte nach seinem Abitur im Jahr 1890 Architektur und Bauingenieurwesen unter anderem bei Heinrich Müller-Breslau an der Technischen Hochschule (Berlin-)Charlottenburg und legte dort 1898 sein Zweites Staatsexamen ab. Während seines Studiums wurde er Mitglied im Akademischen Verein Motiv. Nach seinem Studium wurde er als Regierungsbaumeister (Assessor) im Baubüro für den Neubau der Oberbaumbrücke in Berlin eingesetzt, bevor er zur Großherzoglich Oldenburgischen Eisenbahndirektion wechselte.
Er übernahm zunächst die Planung und Konstruktion der neuen Pflanzhäuser im Botanischen Garten Berlin, folgte aber dann am 1. Oktober 1902 einem Ruf an die RWTH Aachen, wo man ihm in der Funktion eines ordentlichen Professors den Lehrstuhl für Statik der Baukonstruktionen übertrug sowie nach der Emeritierung von Friedrich Heinzerling dessen Lehrstuhl für Eisenhochbau. Hier blieb er bis zum 31. März 1924 und leitete als Rektor zwischenzeitlich die Hochschule von 1909 bis 1911 als Nachfolger von Wilhelm Borchers und 1915 bis 1917 als Nachfolger von Adolf Wallichs und wurde darüber hinaus mehrfach zum Prorektor gewählt.
Im Jahr 1924 wurde der mittlerweile zum Geheimen Regierungsrat beförderte Hertwig zum Nachfolger seines alten Lehrers Müller-Breslau an die Technische Hochschule Berlin-Charlottenburg berufen, wo er bis zu seiner Emeritierung 1937 den Lehrstuhl für Statik und Stahlbau leitete. In dieser Zeit war er unter anderem Mitbegründer der Deutschen Forschungsgesellschaft für Bodenmechanik (Degebo), einer damals vollkommen neuen Wissenschaft, sowie seit 1928 auf Drängen von Gottwalt Schaper Mitherausgeber der Fachzeitschrift „der Stahlbau“ und des Ingenieur-Archivs. Während der NS-Zeit konnte sich Hertwig von politischen Einflüssen zwar weitestgehend distanzieren, war lediglich Mitglied im Nationalsozialistischen Lehrerbund, ließ sich aber widerstandslos durch Beratertätigkeiten wie beispielsweise durch Erstellungen von Gutachten über Brückensprengungen funktionell einspannen. Trotz seiner Emeritierung wurde Hertwig im Jahr 1946 noch einmal in die Pflicht genommen, als er beim Wiederaufbau der Technischen Hochschule Berlin mit einbezogen wurde und sogar für vier Jahre den verwaisten Lehrstuhl von Ferdinand Schleicher übertragen bekam, den dieser wegen seines Entnazifizierungsverfahrens aufgeben musste. Schon fast erblindet, hielt er bis 1951 Vorlesungen über Stahlbau.
August Hertwig war ein humanistisch geprägter Gelehrter, dem vor allem die Berechnungen von hochgradig statisch unbestimmten Systemen sowie die statischen und dynamischen Untersuchungen und die Schweißverbindungen im Stahlbau aber auch die Technikgeschichte eine Herzensangelegenheit waren. Für seine vielseitigen Verdienste wurde Hertwig mit dem Roten Adlerorden IV. Klasse, 1925 mit der Ehrendoktorwürde der Technischen Hochschule Darmstadt und 1942 mit der Goethe-Medaille für Kunst und Wissenschaft ausgezeichnet.

## Schriften (Auswahl)
- Johann Wilhelm Schwedler. Sein Leben und sein Werk. Bearbeitet und herausgegeben im Auftrage der Akademie des Bauwesens. Verlag Wilhelm Ernst & Sohn, Berlin 1930.
- Die Ermittlung der für das Bauwesen wichtigsten Eigenschaften des Bodens durch erzwungene Schwingungen. Verlag Julius Springer, Berlin 1933.
- Bemerkungen über neuere Erddruckuntersuchungen. Verlag Julius Springer, Berlin 1939.
- Leben und Schaffen der Reichsbahn-Brückenbauer Schwedler, Zimmermann, Labes, Schaper. Eine kurze Entwicklungsgeschichte des Brückenbaues. Verlag Wilhelm Ernst & Sohn, Berlin 1950.